# Lamborghini Temerario GT3
Chronologie des modèles
Lamborghini Huracán GT3
La Lamborghini Temerario GT3 est une Lamborghini Temerario de compétition développée par Squadra Corse à Sant'Agata Bolognese. La voiture répond à la réglementation technique du Groupe GT3.

## Aspects techniques
La Lamborghini Temerario GT3, afin de respecter la réglementation technique GT3, a vu son élément hybride supprimé. Contrairement à la Lamborghini Huracán GT3, elle est motorisée par un V8 Bi-Turbo.

## Histoire en compétition
En novembre 2024, à l'occasion des finales mondiales Lamborghini se déroulant à Jerez en Espagne, Lamborghini a présenté en teaser la remplaçante de la Huracán GT3 et a donné son nom, la Temerario GT3. Par la même occasion, il a été annoncé que le premier roulage de cette nouvelle voiture est prévu pour le premier trimestre 2025 avec une entrée en compétition sur la scène mondiale GT3 en 2026,.